# 매직 시티
매직 시티(Magic City)는 2012년 3월 30일부터 2013년 8월 9일까지 Starz에서 방영했던 드라마이다.

## 캐스트
- 제프리 딘 모건
- 올가 쿠릴렌코
- 대니 휴스턴
- 스티븐 스트레이트
- 크리스티앙 쿡
- 켈리 린치
- 이얼 바즈퀫즈
- 도미닉 가르시아-로리도